# Rhinella tenrec
Rhinella tenrec és una espècie de gripau de la família Bufonidae. És endèmica de Colòmbia. El seu hàbitat natural són els boscos secs tropicals o subtropicals. Està amenaçada per la destrucció del seu hàbitat. L'espècie només ha sigut observada a Campamento Ingeominas prop del riu Amparradó al municipi de Dabeiba al vessant occidental de la Cordillera de l'Andes, a un altitud de 805 msnm.
És un gripau força gran i sexualment dimorf. Les femelles de color marró clar o fosc mesuren 54,7 a 60,8 mm. Els mascles atenyen els 35,7 a 40,2 mm i tenen una taca més fosca al centre de l'esquena. Els ous són grogs amb diàmetre de 2,5 a 2,7 mmm.